# Accordez-moi cette valse
Accordez-moi cette valse (en anglais : Save Me the Waltz) est le seul roman de Zelda Fitzgerald, paru en 1932 aux États-Unis. Ce récit, en partie autobiographique, relate en filigrane la vie de l'auteur et son mariage avec l'écrivain F. Scott Fitzgerald.

## Résumé
L'héroïne du roman est Alabama Beggs, une beauté du Sud qui épouse un artiste de vingt-deux ans, David Knight. Comme pour Zelda et Scott, leur rencontre a lieu dans le Sud pendant la Première Guerre mondiale.

## Édition française
En 1972, le livre est publié par l'éditeur Robert Laffont dans une traduction de Jacqueline Remillet. En 2008 paraît une nouvelle édition avec une postface de Matthew Bruccoli, l'auteur de la plus célèbre biographie du couple Fitzgerald.